# Луций Корнелий Сципион Азиатский Эмилиан
Лу́ций Корне́лий Сципио́н (Азиа́тский Эмилиа́н) (лат. Lucius Cornelius Scipio (Aemilianus Asiaticus); убит в 77 году до н. э.) — римский политический деятель и военачальник, предполагаемый легат в 77 году до н. э.

## Биография
Луций Корнелий принадлежал по рождению к патрицианскому роду Эмилиев. Он был одним из трёх сыновей Марка Эмилия Лепида (консула 78 года до н. э.) и Аппулеи (наряду с будущим триумвиром Марком Эмилием Лепидом и Луцием Эмилием Лепидом Павлом). Позже его усыновил Луций Корнелий Сципион Азиатский, консул 83 года до н. э.
В 77 году до н. э. Луций Корнелий принял участие в восстании, которое поднял его отец по крови; вероятно, в это время он был легатом. Когда войска мятежников потерпели поражение на Марсовом поле, он бежал в Альбу, там некоторое время оборонялся, но попал в плен и был убит.
Возможно, сыном Луция Корнелия был Корнелий Сципион Помпониан Сальвиттон, легат в 46 году до н. э.